# STS-119
STS-119 (Полет ISS-15A) e сто двадесет и петата мисия на НАСА по програмата Спейс шатъл, тридесет и шести полет на совалката Дискавъри и двадесет и осми полет на совалка към Международната космическа станция (МКС). Това е последният полет във връзка с изграждането на Фермовата конструкция на МКС.

## Екипаж
| Пост                    | Астронавт |
| ----------------------- | --- |
| Командир                | Ли Аршамбо втори космически полет |
| Пилот                   | Доминик Антонели първи космически полет |
| Специалист на мисията 1 | Джоузеф Акаба първи космически полет |
| Специалист на мисията 2 | Стивън Суонсън втори космически полет |
| Специалист на мисията 3 | Ричард Арнолд първи космически полет |
| Специалист на мисията 4 | Джон Филипс трети космически полет |
| Бординженер на МКС      | при старта: Коичи Ваката (JAXA) – (Експедиция 18) трети космически полет при приземяването: Сандра Магнус (Експедиция 18) втори космически полет |

## Полетът
Основната цел на мисията е доставка и монтаж на последната (четвърта) секция S6, както и на панелите на слънчевите батерии. Освен това по време на полета е заменен бординженера на Експедиция 18 на МКС.
Първоначално стартът на мисията е насрочен за 6 ноември, отложен е за 4 декември 2008 г., а след това за 12 февруари 2009 г. В крайна сметка совалката е успешно изстреляна на 15 март и 9 минути по-късно излиза в орбита на Земята. На 17 март тя успешно се скачва с МКС. Сегментът S6 заедно със слънчевите панели тежи около 15,5 тона и е с площ от 5 × 4,5 × 13,8 m. Той трябва да се монтира на далечния десен край на станцията и това става на няколко етапа. Сегментът S6 е изваден от товарния отсек на совалката и транспортиран до местоназначението си с помощта на роботизираните ръце на станцията и на совалката. Придвижен е дотам с помощта на мобилната система на Канадарм2. На следващия ден се провежда първото за мисията излизане в открития космос, по време на което астронавтите Ричард Арнолд и Стивън Суонсън свързват един за друг сегменти S5 и S6 механично и електрически. На 20 март става разгъването на слънчевите батерии. На 21 март астронавтите Джоузеф Акаба и Стивън Суонсън излизат за втори път в открития космос. Целта на излизането е подготовка за подмяна на акумулаторните батерии на сегмент Р6, инсталиране на антена на модула „Кибо“ и други по-малки задачи. Последната трета „космическа разходка“ е проведена на 23 март от астронавтите Акаба и Арнолд. Основната и цел е подготовка на Канадарм2 за следващата мисия по строителството на МКС – профилактика и позициониране на ръката и мобилната система на съоръжението. Поради многократното отлагане на старта не е проведена предварително планираната четвърта разходка, както и е съкратена и продължителността на мисията. Така следващият ден е планиран за окончателно прехвърляне на товарите от совалката на станцията и резултатите от научните изследвания – в обратна посока.
На 25 март совалката се отделя от станцията и започва подготовка за приземяване.
По препоръка на комисията, разследваща катастрофата на совалката „Колумбия“ в случай на повреда на совалката Дискавъри и невъзможност за безопасно завръщане на екипажа на Земята се предвиждало той да остане на борда на МКС и да дочака спасителен полет STS-327 на совалката Индевър.
На 28 март совалката каца успешно след близо двуседмичната си мисия в космоса в Космическия център „Кенеди“ във Флорида.

## Параметри на мисията
- Маса на совалката:
  - при старта: 120 859 кг
  - при приземяването: 91 166 кг
- Маса на полезния товар: 16 597 кг
- Перигей: 385 км
- Апогей: 402 км
- Инклинация: 51,6°
- Орбитален период: 91.6 мин

Скачване с „МКС“
- Скачване: 17 март 2009, 21:19 UTC
- Разделяне: 25 март 2009, 19:53 UTC
- Време в скачено състояние: 7 денонощия, 22 часа, 33 минути.

### Космически разходки
| № | Участници                      | Начало                 | Край                   | Продължителност  |
| - | ------------------------------ | ---------------------- | ---------------------- | ---------------- |
| 1 | Ричард Арнолд и Стивън Суонсън | 19 март 2009 17:16 UTC | 19 март 2009 23:23 UTC | 6 часа 07 минути |
| 2 | Джоузеф Акаба и Стивън Суонсън | 21 март 2009 16:51 UTC | 21 март 2009 23:21 UTC | 6 часа 30 минути |
| 3 | Джоузеф Акаба и Ричард Арнолд  | 23 март 2009 15:37 UTC | 23 март 2009 22:04 UTC | 6 часа 27 минути |

## Галерия
- Совалката „Дискавъри“ в монтажното хале.
- Совалката на стартовата площадка.
- Стартът (видеофайл).
- Ричард Арнолд по време на първата си космическа разходка.
- Стивън Суонсън по време на втората си космическа разходка.
- МКС след мисия STS-119.
- Совалката докосва площадката за кацане.
- Краят на мисия STS-119.
- Екипажът на мисията веднага след приземяването.